# Broń krótka

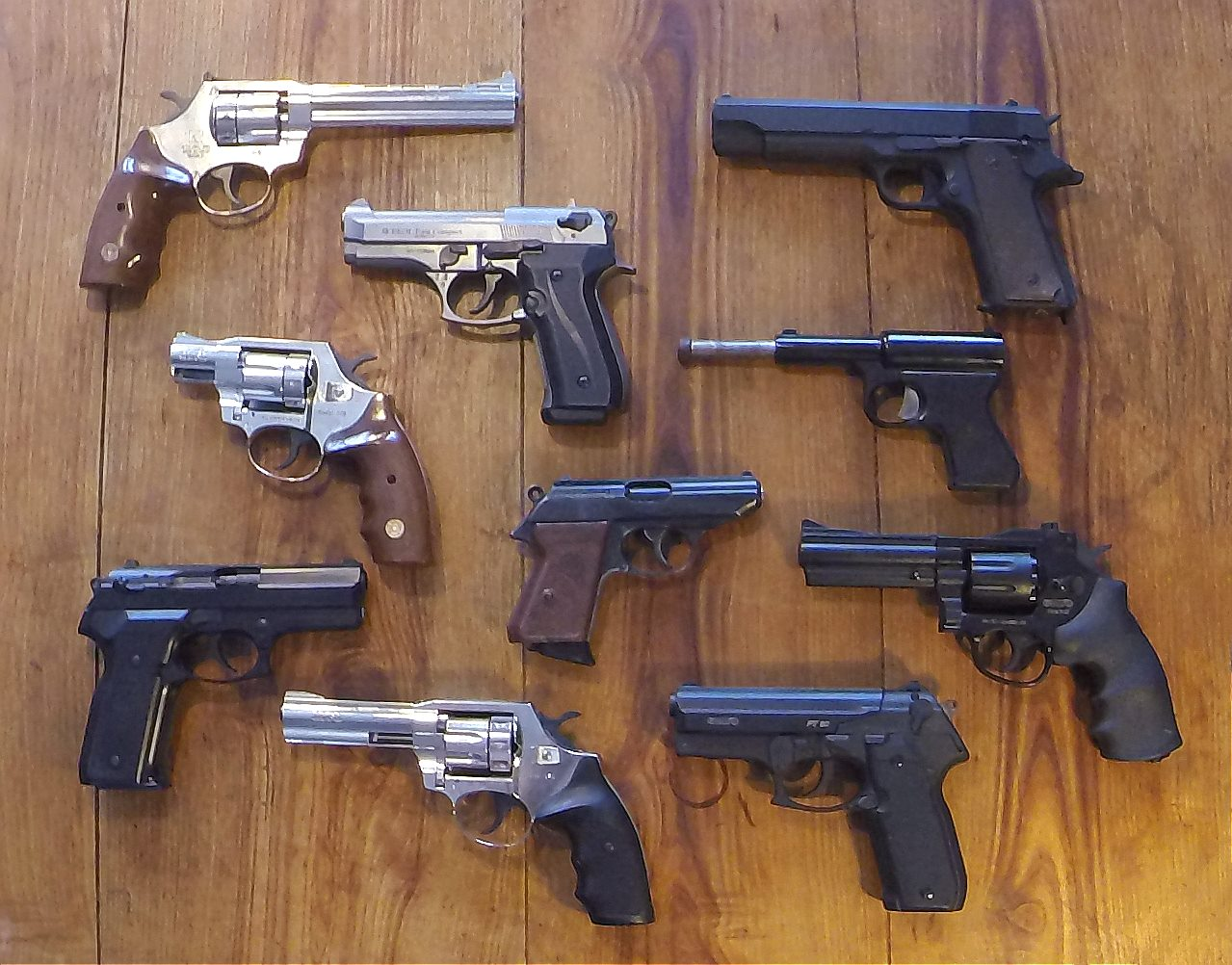
Przykładowe egzemplarze broni krótkiej

Broń krótka – rodzaj ręcznej broni strzeleckiej, charakteryzującej się niewielkimi gabarytami, której długość lufy nie przekracza 30 cm lub której długość całkowita nie przekracza 60 cm. Broń krótka wyposażona jest w chwyt umożliwiający strzelanie z jednej ręki. Zalicza się do niej rewolwery oraz pistolety (w tym pistolety automatyczne).
Broń krótka najczęściej wykorzystywana jest jako broń boczna.